# Filipino
Filipino (Tagalog Wikang Filipino, Sprache der Philippinen) ist die offizielle Bezeichnung einer Sprachebene des Tagalog als Amts- und Nationalsprache der Philippinen. Das von der Kommission für die Sprache Filipino (Komisyon sa Wikang Filipino) angestrebte Ziel ist die Etablierung des Filipino als plurizentrische Sprache, die als Kommunikationsmittel zwischen den ethnischen Gruppen dient. De facto finden sich im Filipino neben Tagalog fast keine lexikalischen oder grammatikalischen Einflüsse anderer philippinischer Sprachen. Auf den Palauinseln sprechen ca. 11,7 % der Bevölkerung Filipino.

## Geschichte
In der Zeit vor der spanischen Kolonisation gab es keine einheitliche Sprache auf den Philippinen. Im Zuge der Fremdherrschaft entwickelte sich Spanisch zur Verkehrssprache. Die von der Befreiungsbewegung Katipunan verabschiedete Verfassung legte 1897 Tagalog als offizielle Sprache fest.
Die unter US-amerikanischem Diktat geschriebene Verfassung von 1935 erklärt in Artikel XIV das Fortbestehen von Englisch und Spanisch als Nationalsprache, verbunden mit dem Bemühen, eine Nationalsprache zu entwickeln, die auf den einheimischen Sprachen fußt. Diesem Auftrag folgend wurde am 13. November 1937 durch den Commonwealth Act No. 184 das Institut für die Nationalsprache (Surian ng Wikang Pambansa) gegründet, das untersuchen sollte, welche Regionalsprache am besten als Basis zur Entwicklung einer Nationalsprache dienen kann. Am 13. Dezember 1937 wurde Tagalog – entsprechend den im CA No. 184 festgelegten Kriterien – von Präsident Manuel L. Quezon per Verordnung als diese Grundlage festgelegt.
1959 wurde die Bezeichnung Pilipino eingeführt, um eine größere Akzeptanz bei den nicht-tagalischen Ethnien zu erreichen. Die Verfassung von 1973 bestätigt Pilipino als Nationalsprache, beinhaltet aber gleichzeitig die Aufforderung, eine allgemeine Nationalsprache Filipino zu entwickeln. In der seit 1987 gültigen Verfassung wird Filipino neben Englisch als offizielle Nationalsprache der Philippinen deklariert. Die lokalen Sprachen erhalten den Status von „ergänzenden“ offiziellen Sprachen.

## Schreibung
Im Zuge der spanischen Kolonisation wurde im 16. Jahrhundert das lateinische Alphabet mit
spanischen Lautwerten in die philippinischen Sprachen eingeführt. Bei der Entwicklung der auf dem Tagalog beruhenden Nationalsprache schrieb Lope K. Santos das Balarila ng Wikang Pambansa (1940) und führte das Abakada mit 20 Buchstaben ein, in denen nur je ein Buchstabe einen Bedeutung tragenden Laut dieser Sprache repräsentiert. Die 20 Buchstaben des Abakada sind a b k d e g h i l m n ng o p r s t u w y. 1976 bestand das Alphabet aus 31 Buchstaben einschließlich der 26 Buchstaben des lateinischen Alphabets zuzüglich der spanischen Buchstaben ñ, ll, rr und ch sowie des tagalischen ng. Im tatsächlichen Gebrauch werden die Digramme allerdings als die beiden Buchstaben angesehen, aus denen sie bestehen. 1987 wurde das Alphabet wiederum überarbeitet, indem man die aus dem Spanischen kommenden rr, ll und ch wieder entfernte, wodurch 28 Buchstaben (a...z, ñ, ng) übrig blieben.